# UFC on Fox: Emmett vs. Stephens
UFC on Fox Emmett vs. Stephens (conosciuto anche come UFC on Fox 28), è stato un evento di arti marziali miste tenuto dalla Ultimate Fighting Championship il 24 febbraio 2018 al Amway Center di Orlando, negli Stati Uniti.

## Risultati
|                                   | Divisione                |                       |                       |                       | Metodo                                        | Round                 | Tempo                 | Premio                |
| Card Principale (Fox)             | Card Principale (Fox)    | Card Principale (Fox) | Card Principale (Fox) | Card Principale (Fox) | Card Principale (Fox)                         | Card Principale (Fox) | Card Principale (Fox) | Card Principale (Fox) |
| --------------------------------- | ------------------------ | --------------------- | --------------------- | --------------------- | --------------------------------------------- | --------------------- | --------------------- | --------------------- |
|                                   | Pesi piuma               | Jeremy Stephens       | batte                 | Josh Emmett           | KO (gomitata)                                 | 2                     | 1:35                  | POTN                  |
|                                   | Pesi paglia femminili    | Jéssica Andrade       | batte                 | Tecia Torres          | Decisione unanime (29-27, 29-27, 29-28)       | 3                     | 5:00                  |                       |
|                                   | Pesi mediomassimi        | Ilir Latifi           | batte                 | Ovince Saint Preux    | Sottomissione tecnica (ghigliottina in piedi) | 1                     | 3:48                  | POTN                  |
|                                   | Pesi welter              | Max Griffin           | batte                 | Mike Perry            | Decisione unanime (29-27, 29-27, 30-27)       | 3                     | 5:00                  |                       |
| Card Preliminare (Fox)            |                          |                       |                       |                       |                                               |                       |                       |                       |
|                                   | Pesi gallo               | Brian Kelleher        | batte                 | Renan Barão           | Decisione unanime (30-27, 30-27, 29-28)       | 3                     | 5:00                  |                       |
|                                   | Pesi gallo femminili     | Marion Reneau         | batte                 | Sara McMann           | Sottomissione (triangolo)                     | 2                     | 3:40                  |                       |
|                                   | Pesi paglia femminili    | Angela Hill           | batte                 | Maryna Moroz          | Decisione unanime (30-27, 30-27, 30-27)       | 3                     | 5:00                  |                       |
|                                   | Pesi welter              | Alan Jouban           | batte                 | Ben Saunders          | KO (pugno)                                    | 2                     | 2:38                  | FOTN                  |
| Card Preliminare (UFC Fight Pass) |                          |                       |                       |                       |                                               |                       |                       |                       |
|                                   | Pesi mediomassimi        | Sam Alvey             | batte                 | Marcin Prachnio       | KO (pugno)                                    | 1                     | 4:23                  |                       |
|                                   | Pesi gallo               | Rani Yahya            | batte                 | Russell Doane         | Sottomissione (triangolo di braccia)          | 3                     | 2:32                  |                       |
|                                   | Catchweight (126.5 lbs.) | Alex Perez            | batte                 | Eric Shelton          | Decisione unanime (30-27, 30-27, 30-27)       | 3                     | 5:00                  |                       |
|                                   | Pesi gallo               | Manny Bermudez        | batte                 | Albert Morales        | Sottomissione (ghigliottina)                  | 2                     | 2:33                  |                       |

## Premi
I lottatori premiati ricevettero un bonus di 50.000 dollari.
Legenda:
- FOTN: Fight of the Night (vengono premiati entrambi gli atleti per il miglior incontro dell'evento)
- POTN: Performance of the Night (viene premiato il vincitore per la migliore performance dell'evento)